# Matthieu Ricard
Pour les articles homonymes, voir Ricard (homonymie).
Matthieu Ricard, né le 15 février 1946 à Aix-les-Bains, est un essayiste et photographe français. Après l'obtention d'un doctorat en génétique, il devient moine bouddhiste tibétain. Il réside principalement au monastère de Shéchèn au Népal. Traducteur depuis le tibétain vers le français et l'anglais, il est depuis 1989 l’interprète en français du dalaï-lama.
En 2000, il fonde l'association humanitaire Karuna-Shechen. Depuis cette même année, il fait partie du Mind and Life Institute, association qui facilite les rencontres entre la science et le bouddhisme.

## Biographie

### Famille
Matthieu Ricard est le fils de la peintre française Yahne Le Toumelin (1923-2023) et du philosophe, essayiste, journaliste et académicien Jean-François Revel (1924-2006, de son vrai nom Jean-François Ricard).
Il est aussi le neveu du navigateur Jacques-Yves Le Toumelin (1920-2009), le frère de la poétesse et écrivaine Ève Ricard (née en 1948), et le demi-frère du haut fonctionnaire Nicolas Revel (né en 1966, fils de la journaliste Claude Sarraute).

### Parcours

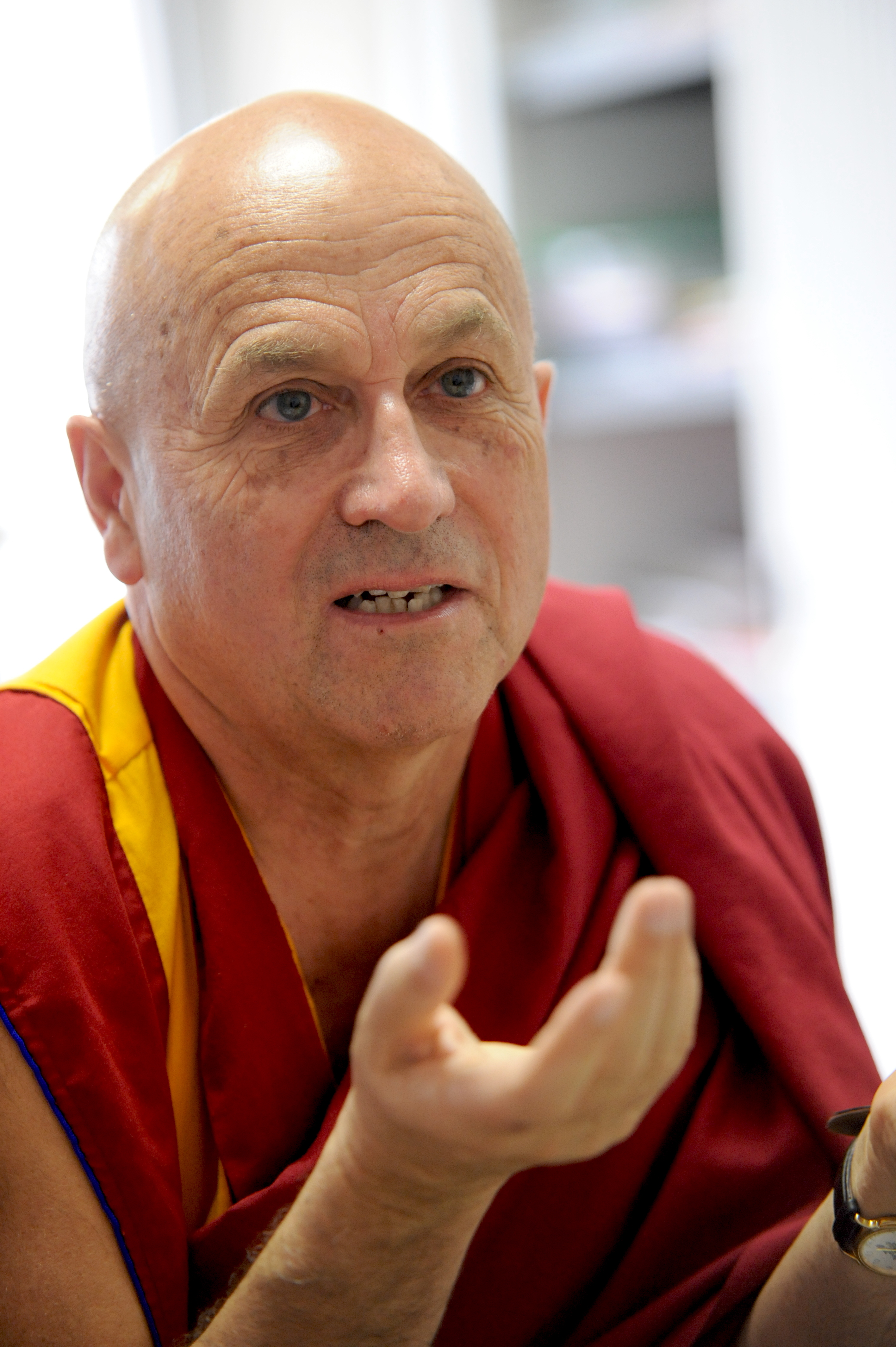
Matthieu Ricard, le 27 mai 2009 à Paris.

Matthieu Ricard effectue ses études au lycée Janson-de-Sailly à Paris. Il découvre la spiritualité très jeune à travers l'œuvre de René Guénon que son oncle lui fait découvrir,. Il cherche alors à passer de la théorie à la mise en pratique.
Il voyage en Inde pour la première fois en 1967, où il rencontre des maîtres spirituels tibétains dont son maître Kangyour Rinpoché,. Après sa thèse en génétique cellulaire à l'Institut Pasteur, sous la direction du Pr François Jacob (prix Nobel de médecine), il décide de s'établir dans l'Himalaya où il vit depuis 1972, méditant, étudiant et pratiquant le bouddhisme tibétain auprès de grands maîtres spirituels, Kangyur Rinpoché puis Dilgo Khyentse Rinpoché. Matthieu Ricard raconte : « Quand j'ai quitté l'Institut Pasteur en 1972, j'avais de côté l'équivalent de six mois de salaire au CNRS, ce qui m'a permis de vivre quinze ans sur place. Durant ces années, j'ai vécu avec 30 euros par mois, ne faisant rien d'autre que méditer ».
Il vit au monastère de Shechen au Népal. En 2017, il déclarait vivre dans un petit ermitage en montagne, en alternance avec sa vie au monastère.
Il devient moine en 1979,. En 1980, grâce à Dilgo Khyentsé Rinpoché, il rencontre pour la première fois le dalaï-lama, dont il devient l'interprète pour le français à partir de 1989,.

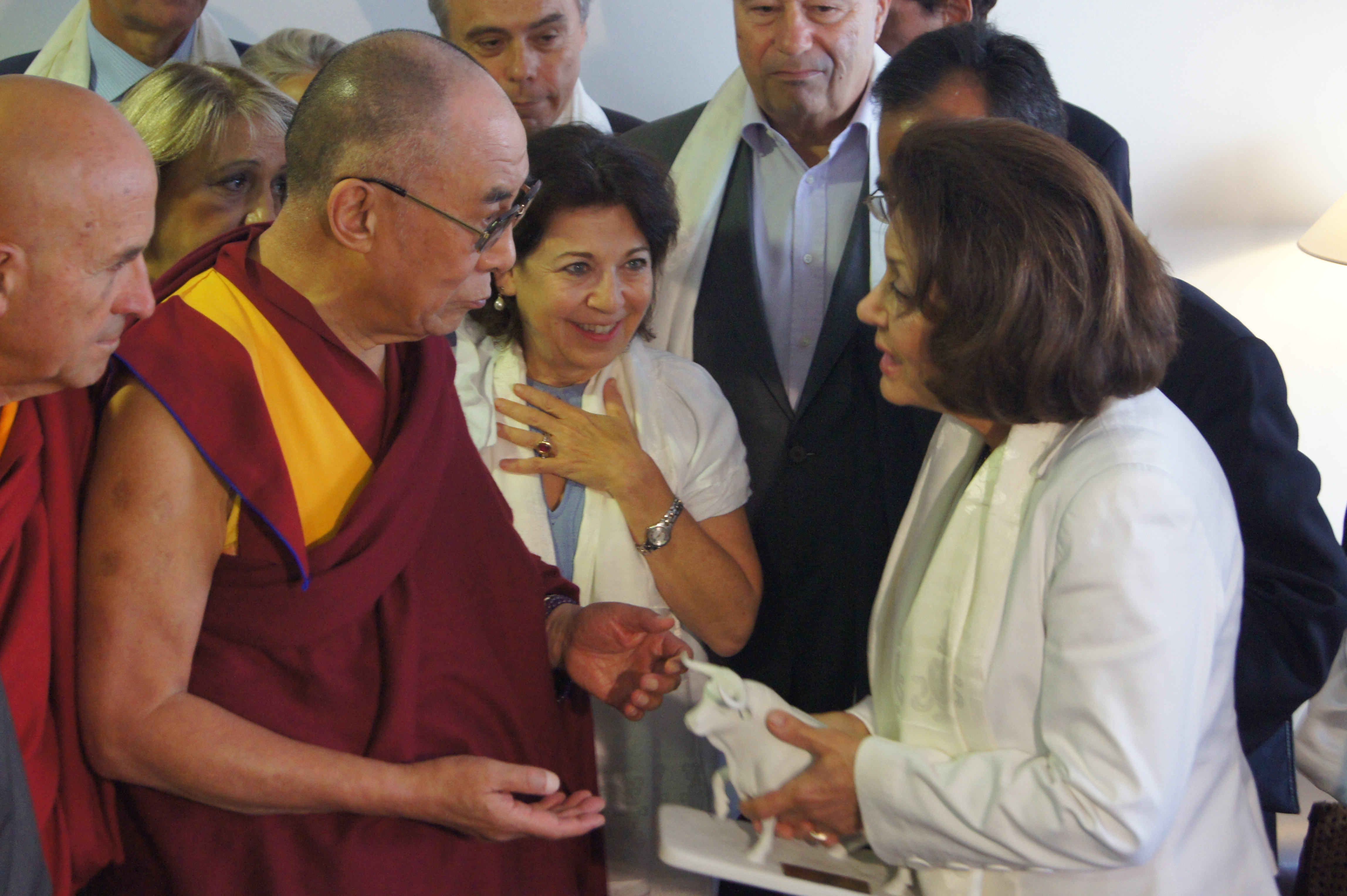
Muriel Marland-Militello remet une statuette représentant un taureau blanc au dalaï-lama, au côté de Matthieu Ricard à Toulouse le 15 août 2011.

Il est l’auteur en 1997, avec son père, d'un dialogue, Le Moine et le Philosophe ayant reçu le prix Alexandra-David-Néel/Lama-Yongden et traduit en 23 langues, grâce auquel il accède à la notoriété médiatique ; avec l'astrophysicien Trinh Xuan Thuan, en 2000, de L'infini dans la paume de la main ; de Plaidoyer pour le bonheur (2003), du conte spirituel La Citadelle des Neiges (2005), de L'art de la méditation (2008), de Plaidoyer pour l'altruisme (2013), de Plaidoyer pour les animaux (2014) et, avec Christophe André et Alexandre Jollien, de Trois amis en quête de sagesse (2016).
Il a également traduit du tibétain de nombreux ouvrages dont La Vie de Shabkar, Les cent conseils de Padampa Sanguié (Dampa Sangye), Au seuil de l'Éveil, La fontaine de grâce, Au cœur de la compassion, Le trésor du cœur des êtres éveillés, et Chemins spirituels, petite anthologie du Bouddhisme tibétain.
Il consacre l’intégralité de ses droits d’auteurs à plus de deux cents projets humanitaires menés à bien au Tibet, en Inde et au Népal, qui profitent à environ 250 000 personnes défavorisées par an (à travers la construction de cliniques, écoles, orphelinats, centre pour personnes âgées, ponts), sous l'égide de l'association Karuna-Shechen, qu'il a fondée en 2000. Il témoigne en 2011 : « La seule chose qui me fait quitter mon ermitage, c'est l'action humanitaire ».
Depuis 2000, il fait partie du Mind and Life Institute, fondé par le neuroscientifique Francisco Varela, qui facilite les rencontres entre la science et le bouddhisme, et il participe activement à des travaux de recherche qui étudient l'influence de l'entraînement de l'esprit à long terme sur le cerveau (neurosciences contemplatives). Ces recherches l'amènent à collaborer avec des institutions de différents pays :
- aux États-Unis, l'université du Wisconsin à Madison, l'université de Princeton et l'université de Californie  à Berkeley ;
- en Allemagne, l'Institut Max Planck de Leipzig ;
- en Belgique, le centre de recherche du cyclotron à l'université de Liège ;
- en France, à l'INSERM (basé à Lyon et Caen)[6],[MR 5].

Matthieu Ricard est également un homme engagé pour la protection de la nature et des animaux et végétarien depuis plus de 50 ans. Il est un ami fidèle du Dr Jane Goodall.
Il collabore à la création du site Treasury of Lives, une encyclopédie biographique en ligne, révisée par des pairs.

### Photographie
Sa passion pour la photographie remonte à son enfance, et dès l'âge de treize ans il se met à prendre des photos :

« J'ai commencé la photographie très jeune. Je n'étais pas un enfant des villes et je me suis toujours senti mieux dans la nature. Vers l'âge de quinze ans, j'ai été guidé par André Fatras, l'un des pionniers de la photographie animalière en France. J'ai aussi eu la chance de rencontrer Henri Cartier-Bresson à 18 ans. Ensuite, j'ai continué à apprendre sur le terrain. Après m'être établi dans l'Himalaya, en 1972, j'ai photographié mes maîtres spirituels et le monde dans lequel ils évoluaient. Mon but était de partager la splendeur, la force et la profondeur de leur univers. Je souhaite utiliser la photographie comme une source d'espoir, pour redonner confiance dans la nature humaine et raviver notre émerveillement devant les splendeurs de la nature. »

Il photographie depuis cinquante ans les maîtres spirituels, la vie dans les monastères, l'art et les paysages du Bhoutan, du Tibet et du Népal et il est aussi l’auteur de plusieurs livres de photographies, dont, en français, L'Esprit du Tibet, Moines danseurs du Tibet, avec Danielle et Olivier Föllmi, Himalaya Bouddhiste, Tibet, regards de compassion, Un voyage immobile; L'Himalaya vu d'un ermitage, Bhoutan, terre de sérénité, Un demi-siècle dans l'Himalaya, Émerveillement et Contemplations.
Ses images ont été publiées dans plusieurs magazines, dont le National Géographic (France, édition spéciale No 100), L'Express, Géo, Figaro Magazine, Biba Magazine, Ultreïa, Monde de la photo.
Ses photographies sont diffusées par Photoby et YellowKorner.

#### Expositions
Les photographies de Matthieu Ricard sont exposées dans des galeries, musées, ou festivals à travers le monde : Aperture Gallery (New York, 1996), Asia Society (New York, 1998) ; Visa pour l'image (Perpignan, 2000), où il rencontre Hervé de La Martinière ; Rubin Museum of Art (New York, 2006), Forum des Halles (Paris), Festival de Riedisheim (2010), Hong Kong (Université et Convention and Exhibition Center, 2006), Festival international de la photo animalière et de nature de Montier-en-Der (2011 invité d’honneur, 2013, 2016), Toulouse (Musée Paul Dupuy, 2016), Genève (Foire du Livre, 2016), Monaco (Affaires Culturelles de la Principauté, 2017).
En 2017, ses œuvres sont à l'honneur dans plusieurs expositions en France :
- Un demi-siècle dans l'Himalaya, librairie-galerie La Hune, Paris ;
- Visages de paix, terre de sérénité, Abbaye de l'Épau, Yvré l’Évêque ;
- Un demi-siècle dans l'Himalaya, Foch Automobile, Avignon ;
- De foudre et de diamant, Musée Paul-Dupuy, Toulouse.

Ses photographies sont également exposées en 2018 dans plusieurs événements, comme les rencontres photographiques d'Arles, dans le cadre des affaires culturelles de la principauté de Monaco, aux sentiers de la photo du Haut-du-Tôt ou au festival de La Gacilly.
En 2019, il expose à la librairie La Hune, à Paris, est invité d'honneur au festival international de la photo animalière et de nature de Montier-en-Der, et l'exposition Émerveillement est organisée à la Fondation GoodPlanet, à l'occasion de la publication de son ouvrage éponyme.
En 2022, il présente Hymne à la beauté, en 150 tirages de grands formats sur le toit de la Grande Arche de La Défense.

## Concepts développés et prises de position
Cette section ne s'appuie pas, ou pas assez, sur des sources secondaires ou tertiaires indépendantes du sujet.

Pour l'améliorer, ajoutez-en, ou placez des modèles {{Source secondaire souhaitée}} ou {{Source secondaire nécessaire}} sur les passages mal sourcés. (mai 2022)

### Altruisme
Dans Plaidoyer pour l’altruisme, publié en 2013 et en 800 pages appuyées sur 1 200 références scientifiques, Matthieu Ricard soutient que l’altruisme, qui se manifeste par les comportements prosociaux dans les sociétés, l'emporte sur les comportements antisociaux.

### Harmonie durable
Toujours dans son ouvrage Plaidoyer pour l’altruisme, Matthieu Ricard propose d’adopter le concept d’« harmonie durable », moins ambigu que celui de développement durable qui évoque dans bien des esprits une croissance quantitative, laquelle ne peut être durable du simple fait qu’elle requiert l’utilisation toujours plus grande d’un écosystème fini.

### Concept du «zoocide»
« Zoocide » est un terme inventé par Matthieu Ricard, désignant l'équivalent du génocide et des exterminations systématiques d'une partie de la population humaine, mais en ce qui concerne les animaux (en particulier pour la consommation de leur chair) et des similitudes notoires entre les procédés logiques et techniques pour détruire des êtres vivants, qu'ils soient des « animaux » humains ou non.
Matthieu Ricard expose dans Plaidoyer pour les animaux que ce concept lui a été suggéré par l'historien Jacques Sémelin :

« Je suis reconnaissant à Jacques Sémelin de m’avoir suggéré d’utiliser, voire de créer, un mot spécifique pour la tuerie en masse des animaux — je propose donc le mot « zoocide » — afin d’éviter toute confusion avec le génocide qui par définition concerne les êtres humains. Le mot grec zôon « être vivant » désigne à l’origine toutes les espèces vivantes, à l’exclusion des plantes. Il inclut donc l’homme. Toutefois, dans l’usage courant et accepté, il désigne spécifiquement les animaux. »

Il en donne la définition suivante : « Nous proposons de parler de zoocide, lorsque les animaux sont systématiquement mis à mort en grand nombre. (…) Par respect pour les victimes [de génocide], il est important de rappeler d'emblée que les premières personnes qui ont été frappées par un certain nombre de points communs entre l'Holocauste et le massacre industriel des animaux n'ont pas été des défenseurs fanatiques de la cause animale, mais précisément des victimes de ce génocide – des survivants ou des personnes qui avaient perdu de proches parents. (…) Lucy, dont deux jeunes sœurs furent abattues par les nazis sous les yeux de leur père, témoigne : « J'ai été hantée toute ma vie par les images de la Shoah, et il ne fait aucun doute que j'ai été attirée par le droit des animaux en partie à cause des similitudes que je sentais entre l'exploitation institutionnalisée des animaux et le génocide nazi » »,,.
Dans le même ouvrage et en s'appuyant sur la définition du concept de génocide selon la Convention des Nations unies, Matthieu Ricard détaille les différences et les ressemblances entre les deux concepts. Il explique notamment que « le zoocide est un éternel recommencement », car contrairement aux génocides humains, cette destruction massive doit se prolonger avec la naissance de nouvelles victimes animales, élevées pour être tuées (alors qu'un génocide humain se veut définitif).
À noter que ce concept est également présent chez d'autres auteurs : Jacques Derrida (dans L'Animal que donc je suis, Éd. Gallilée, 2006), Isaac Bashevis Singer (écrivain de langue yiddish), Charles Patterson (auteur de Un éternel Treblinka, Éd. Calmann-Lévy, 2008), Élisabeth de Fontenay (présidente de la « Commission Enseignement de la Shoah » de la Fondation pour la mémoire de la Shoah), et Dominique Lestel (enseignant en philosophie à l'École normale supérieure de Paris). Il est cité aussi par l'artiste Yves Simon en 2001.

### Crise des Rohingya
Concernant l’oppression de la minorité musulmane Rohingya en Birmanie, Matthieu Ricard déclare en 2017 que « le bouddhisme n'admet en aucune façon la violence » et que « si le Bouddha était là aujourd'hui, il irait aider ces réfugiés ». Il estime que « les moines tueurs sont en contradiction avec leur religion »,.

## Controverses

### Abus au sein de communautés bouddhistes établies en Europe
En 2017, à la suite d'une lettre mettant en cause les violences et abus sexuels du lama Sogyal Rinpoché, Matthieu Ricard s'exprime publiquement exprimant sa confiance en la sincérité des témoignages et qualifiant ces comportements d'« inadmissibles, du point de vue de la morale ordinaire et à plus forte raison de l’éthique bouddhiste ». Pourtant, comme le note la journaliste Élodie Emery pour Marianne : « Contacté par téléphone, et pour justifier que des années se soient écoulées avant qu’il ne prenne la parole à ce sujet, Matthieu Ricard argumente « qu’il n’y a pas de police des mœurs dans le bouddhisme » et que c’est « aux personnes qui connaissent les choses de l’intérieur de les dénoncer » ».

### 2022: documentaire et livreBouddhisme, la loi du silence
En septembre 2022, à la suite d'un travail d'enquête journalistique long de dix ans, des agressions perpétrées depuis les années 1990 par des lamas sur des enfants et des femmes, dans des temples bouddhistes européens, sont rassemblées par le biais d'un livre et d'un documentaire intitulés Bouddhisme, la loi du silence, réalisés par Élodie Emery et Wandrille Lanos. Profitant de l'ascendant offert par leur position tutélaire, un certain nombre de maîtres bouddhistes impliqués sont notamment accusés d'humiliations, de privations de nourriture, de sévices physiques et psychologiques, de violences sexuelles et de viols, y compris sur de très jeunes enfants sous emprise. Les témoignages émanent de trente-deux disciples abusés et impliquent au moins treize maîtres bouddhistes, de plusieurs pays occidentaux.
Selon les journalistes, tel qu'ils le rapportent dans leur ouvrage, ils ont plusieurs fois demandé à Matthieu Ricard son avis sur certaines de ces affaires, en tant que figure médiatique centrale du bouddhisme en France, mais il s'est toujours refusé de le faire,. Matthieu Ricard précise à ce propos les détails suivants : « En 2017, j’ai répondu par téléphone et par écrit aux questions d’Élodie Emery, qui a publié une partie de mes réponses dans le journal Marianne et j’ai moi-même publié l’intégralité de ces réponses dans un blog. En 2021 j’ai bien donné une interview à l’autre réalisateur, Wandrille Lanos. Celui-ci avait en effet contacté mon éditeur, et m’avait envoyé un document intitulé « Synopsis pour interview – Arte » déroulant une série de questions sur le bouddhisme : son histoire, son essor en Occident, son rapport avec la science… Or lors de la rencontre avec le journaliste, celui-ci a abordé, assez brutalement, le sujet réel du documentaire, dont le faux synopsis ne soufflait mot. Vu la nature trompeuse du procédé, je me suis donc opposé à l’utilisation de cette interview et, en mai 2021, j’ai fourni à la direction d’Arte ainsi qu’aux auteurs et au producteur un dossier complet permettant de rectifier les accusations de compromission imaginaire avec Robert Spatz. Je suis désolé de constater qu’aucun de ces éléments n’a été pris en compte dans le film ».
Selon Jean-François Buysschaert, un médecin qui fut disciple de Spatz, Ricard aurait refusé en 2010 de prendre connaissance du rapport contenant les 170 chefs d’accusation retenus contre Robert Spatz, gourou de la secte Ogyen Kunzang Chöling, condamné à cinq ans de prison avec sursis par la justice belge en 2020.
Dans un entretien avec la journaliste Ursula Gauthier (L’OBS), Matthieu Ricard rapporte que, alors qu’il accompagnait un enseignant tibétain comme interprète, Jean-François Buysschaert leur a bien remis un dossier d’accusations contre Spatz, en les informant qu’il était entre les mains d’un procureur. Contrairement à ce qu’affirme Buysschaert, les récipiendaires ont consulté ce dossier et l’ont rendu le lendemain, en disant, en présence de plusieurs témoins, que ces faits « constituaient une grave souillure sur le bouddhisme et que ces accusations étant entre les mains de la justice, celle-ci suivrait son cours ».
En outre, Matthieu Ricard a consacré une émission entière de Sagesses bouddhistes pour montrer le plus clairement possible ce qui distingue un maître spirituel authentique d’un charlatan.
Ricard critique la déontologie des réalisateurs à son égard qui l'ont trompé sur le sujet du film,. Par l’entremise de son avocate, il s’oppose alors à la diffusion de son interview. Il bénéficie de divers droits de réponse autour de cette controverse. Il affirme notamment que la dernière fois qu'il a croisé Robert Spatz, c'était en 1994, bien avant qu'il ne soit accusé de ses crimes. Il rappelle aussi : « Ma condamnation des actes de Robert Spatz, de Sogyal Rinpoché et des faux maîtres est totale. […] Cela ne les empêche pas [les réalisateurs] de me présenter en complice de cette « loi du silence » ». Il récuse ces accusations, mais « accepte le blâme » d'une posture trop passive, et reconnaît que les victimes méritaient un soutien plus affirmé de sa part. Par ailleurs, il qualifie le documentaire de « salutaire », pouvant permettre de libérer la parole des victimes,.

## Distinctions
- Il est décoré chevalier de l’ordre national du Mérite par François Mitterrand[Quand ?], pour son œuvre humanitaire et ses actions visant à la préservation de l’héritage culturel de l’Himalaya[13],[48].
- 2015 : docteur honoris causa de l'université de Liège[49].
- 2016 : chevalier de l'ordre de la Légion d'honneur[9],[50].

## Filmographie

### Réalisation
- L'esprit du Tibet, voyage vers l'éveil : La vie et le monde de Dilgo Khyentsé, maître spirituel, Office national du film du Canada, 2003

### Entrevues
- Guido Ferradi, Matthieu Ricard : Témoignage d'un bouddhisme vivant. Éditions Alizé diffusion, 2005.
- Guido Ferradi, Bouddhisme et bonheur. Éditions Alizé diffusion, 2010.
- Jeanne Mascolo, Matthieu Ricard: Sur Le Chemin De La Compassion. Éditions Montparnasse, 2013.

### Participations
- Isabelle Raynauld et Colette Loumède, Le Cerveau mystique : Quand les scientifiques s'intéressent à la spiritualité. Montréal : L'Office, 2007.
- Stéphanie Brillant, Le Cerveau des enfants, 2018.

## Œuvres

### Ouvrages
- Les Migrations Animales, Paris, Robert Laffont, « Collection Jeune Science », 1968.
- Le Moine et le Philosophe (avec son père Jean-François Revel), Éd. Nil, 1997, Éd. Pocket, 1999 (2e édition).
- L'Infini dans la paume de la main (avec Trinh Xuan Thuan), Éd. Nil 2000, Éd. Pocket, 2001 - Prix littéraire de l'Asie en 2000.
- Paroles du Dalaï-Lama (avec Marc de Smedt), Albin Michel, 2003.
- Plaidoyer pour le bonheur, Éd. Nil, 2003, Éd. Pocket, 2004.
- La citadelle des neiges, Éd. Nil, 2005, Éd. Pocket, 2006.
- L'art de la méditation, Éd. Nil, 2008, Éd. Pocket, 2010.
- Chemins spirituels: petite anthologie des plus beaux textes tibétains, Éd. Nil, 2010, Éd. Pocket, 2011.
- Psychologie positive: le bonheur dans tous ses états, ouvrage collectif, Éd. Jouvence, 2011.
- Un nouveau monde en marche, Éd. Yves Michel, 2012, de Laurent Muratet et Étienne Godinot. Collectif avec entre autres Akhenaton, Christophe André, Stéphane Hessel (préface), Jean-Marie Pelt, Pierre Rabhi, Jean Ziegler.
- Se changer, changer le monde, (avec Christophe André, Jon Kabat-Zinn et Pierre Rabhi), L'Iconoclaste-Allary Éditions, 2013.
- Solitudes I et II (textes illustrant les images de Vincent Munier), Éd. Kobalann, 2013.
- Plaidoyer pour l'altruisme, Éd. Nil, 2013, Éd. Pocket, 2014.
- Plaidoyer pour les animaux, Allary Éditions, 2014, Éd. Pocket, 2015.
- Vers une société altruiste, Allary Éditions, 2015, Éd. Pocket, 2016.
- Trois amis en quête de sagesse avec Christophe André et Alexandre Jollien, L'Iconoclaste-Allary Éditions, 2016, Éd. J'ai Lu, 2018.
- Cerveau et méditation : dialogue entre le bouddhisme et les neurosciences (avec Wolf Singer), préface Christophe André ; traduction Carisse Busquet, Allary Éditions, 2017, Éd. Pocket, 2018.
- Transmettre (avec Céline Alvarez, Christophe André, Catherine Gueguen, Ilios Kotsou), L'Iconoclaste-Allary Éditions, 2017.
- Pouvoir et altruisme (ouvrage collectif avec le Dalai-Lama, en codirection avec Tania Singer), Allary Éditions, 2018.
- 10 contes tibétains pour cultiver la compassion (avec Lama Lhakpa Yéshé), Éd. Hachette, 2018.
- À nous la liberté, avec Christophe André et Alexandre Jollien, L'Iconoclaste-Allary Éditions, 2019.
- Prendre soin de la vie, de soi, des autres et de la nature (avec Christophe André, Gauthier Chapelle, Alexandre Jollien, Ilios Kotsou, Steven Laureys, Caroline Lesire, Luc Schuiten, Rébecca Shankland, Suzanne Tartière), L'Iconoclaste-Allary Éditions, 2019.
- Ensemble vers la paix, Véronique Francou, Saint-Léger Éditions, 2019.
- L'abécédaire de la sagesse, avec Christophe André et Alexandre Jollien, L'Iconoclaste-Allary Éditions, 2020.
- Carnets d'un moine errant, Allary Éditions, 2021.

### Livres de photographies
- L'Esprit du Tibet, Le Seuil, 1996 (édition illustrée).
- Moines danseurs du Tibet, Éd. Albin Michel, 1999.
- Dalai Lama : Voyage pour la paix (avec Christian Schmidt et Manuel Bauer), Éd. de la Martinière, 2005.
- Himalaya bouddhiste (avec Olivier Föllmi et Danielle Föllmi), Éd. La Martinière, 2002, édition petit format, 2008.
- Tibet, regards de compassion, Éd. La Martinière, 2006.
- Un voyage immobile : L'Himalaya vu d'un ermitage, Éd. La Martinière, 2007.
- Bhoutan, terre de sérénité, Éd. La Martinière, 2008.
- 108 sourires, Éd. La Martinière, 2011.
- Hymne à la Beauté, Éd. La Martinière, 2015.
- Visages de Paix, Terres de Sérénité, Éd. La Martinière, 2015.
- Un demi-siècle dans l'Himalaya, Éd. La Martinière, 2017.
- Émerveillement, avec une contribution de Jean-Pierre Brouillaud, Éd. La Martinière, 2019.  (ISBN 978-2-7324-9096-0)
- Contemplations, Éd. La Martinière, 2019.

### Ouvrages traduits du tibétain
- Les chemins spirituels : Petite anthologie des plus beaux textes tibétains, Éd. Nil, 2010
- Dilgo Khyentse Rinpoché, Au seuil de l'éveil, Éd. Padmakara, 1991.
- Dilgo Khyentse Rinpoché, La Fontaine de grâce, Éd. Padmakara, 1995.
- Dilgo Khyentse Rinpoché, Au cœur de la compassion, Éd. Padmakara, 1995.
- Dilgo Khyentse Rinpoché, Le Trésor du cœur des êtres éveillés, Éd. Le Seuil, coll. Points Sagesse, 1996.
- Shabkar, Autobiographie d'un yogi tibétain, tomes 1 et 2, Éd. Padmakara, 2014.
- Shabkar, Poèmes tibétains (calligraphies de Jigmé Douche), Éd. Albin Michel, 2001.
- Dilgo Khyentse Rinpoché, Les Cent Conseils de Padampa Sanguié, Éd. Padmakara, 2003.
- Dalaï-lama, La Grande Paix de l'Esprit - La vision de l'éveil dans la grande perfection, Éd. La Table Ronde, 2008.
- Dalaï-lama, Une année avec le Dalaï-lama - Une pensée par jour pour mieux vivre, Éd. Presse de la Renaissance, 2008.
- Dalaï-lama, 365 méditations quotidiennes pour éclairer votre vie, traduction de Christian Bruyat, Éd. Pocket, 2013.
- Le Vagabond de l'Éveil, La vie et les enseignements de Patrul Rinpoché (traduit en anglais par Matthieu Ricard et traduit en français par Carisse Busquet), Éd. Padmakara, 2018.

### Participations à des publications scientifiques
- (en) Ricard, M., & Hirota, Y., Process of cellular division in Escherichia coli: physiological study on thermosensitive mutants defective in cell division. Journal of Bacteriology, 1973, 116(1), 314–322. [lire en ligne]
- (en) Ricard, M., On the relevance of a contemplative science. Buddhism and Science: Breaking New Grounds, 2003, 261–279. [lire en ligne]
- (en) Antoine Lutz, Lawrence L. Greischar, Nancy B. Rawlings, Matthieu Ricard, Richard J. Davidson, Long-term meditators self-induce high-amplitude gamma synchrony during mental practice, PNAS, November 16, 2004, vol. 101, no. 46. [lire en ligne]
- (en) Ekman, P., Davidson, R. J., Ricard, M. & Wallace, B. A., Buddhist and psychological perspectives on emotions and well-Being. Current Directions in Psychological Science 14, 2005, 59-63. [lire en ligne]
- (en) Dambrun, M., & Ricard, M., Self-centeredness and selflessness: A theory of self-based psychological functioning and its consequences for happiness. Review of General Psychology, 2011, 15(2), 138. [lire en ligne]
- (en) Ricard, M., The Dalai Lama: Happiness through wisdom and compassion. International Journal of Wellbeing, 2011, 1(2). [lire en ligne]
- Dambrun, M., & Ricard, M., La transcendance de soi et le bonheur : une mise à l’épreuve du modèle du bonheur basé sur le soi centré-décentré. Les Cahiers Internationaux de Psychologie Sociale, 2012/1, no. 93, p. 89-102. [lire en ligne]
- (en) Levenson, R. W., Ekman, P., & Ricard, M., Meditation and the startle response: A case study. Emotion, 2012, 12(3), 650-658. [lire en ligne]
- (en) Klimecki, O. M., Leiberg, S., Ricard, M., & Singer, T. (2014). Differential pattern of functional brain plasticity after compassion and empathy training. Social Cognitive and Affective Neuroscience, 2014, 9(6), 873–879. [lire en ligne]
- (en) Ricard, M., Lutz, A., & Davidson, R. J., Mind of the meditator. Scientific American, 2014, 311(5), 38–45. [lire en ligne]
- (en) McCall, C., Steinbeis, N., Ricard, M., & Singer, T., Compassion meditators show less anger, less punishment, and more compensation of victims in response to fairness violations. Frontiers in Behavioral Neuroscience, 2014, 8, 424. [lire en ligne]
- (en) Ahuvia, A., Thin, N., Haybron, D., Biswas-Diener, R., Ricard, M., & Timsit, J., Happiness: An Interactionist Perspective. International Journal of Wellbeing, 2015, 5(1). [lire en ligne]
- (en) Chételat, G., Mézenge, F., Tomadesso, C., Landeau, B., Arenaza-Urquijo, E., Rauchs, G., Gonneaud, J., Reduced age-associated brain changes in expert meditators: a multimodal neuroimaging pilot study. Scientific Reports, 2017, 7(1). [lire en ligne]
- (en) Engen, H. G., Bernhardt, B. C., Skottnik, L., Ricard, M., & Singer, T., Structural changes in socio-affective networks: multi-modal MRI findings in long-term meditation practitioners. Neuropsychologia, 2018, 116, 26–33. [lire en ligne]

### Préfaces et postfaces
- Dalaï-lama, Conseils du cœur, traduction du tibétain Christian Bruyat, Presses de la Renaissance, 2001,  (ISBN 2-7441-5617-5), Éditions retrouvées, 2014.
- Han F. de Wit, Le lotus et la rose, Éd. Kunchab, 2002.
- Daniel Goleman, Surmonter les émotions destructrices - Un dialogue avec le dalaï-lama. Collectif. Éd. Robert Laffont, 2003.
- Jigmé Douche, Comme un lotus - Écriture et sagesse tibétaines, Éd. Albin Michel, 2003.
- Ève Ricard, Parkinson Blues, Éd. Artéa, 2004.
- Dalaï-Lama, Le pouvoir de la bonté, Presses du Châtelet, 2004.
- Erik Pigani, L'art zen du temps, Éd. Presses du Châtelet, 2005.
- Zindel Segal, J. Mark G. Williams, John Teasdale, La thérapie cognitive basée sur la pleine conscience pour la dépression, Éd. De Boeck, 2006.
- Régis Colombo, Aurélie Moeri, Hector Christiaen, Hector Christiaen, Portraits d'Asie, Éd. Favre, 2006.
- Dzigar Kongtrül, Le Bonheur est entre vos mains - Petit guide du bouddhisme à l'usage de tous, Éd. Nil, 2007.
- Ani Chöying Drolma, Ma voix pour la liberté, Oh ! Éditions, 2008.
- Catherine Barry, 77 Façons d'avoir la pêche sans se casser les dents sur le noyau, Ed. Presses de la Renaissance, 2008.
- Yongey Mingyour Rinpotché, Bonheur de la méditation, Livre de Poche, 2009.
- Padmasambhava, Le livre des morts tibétain - La grande libération par l'écoute dans les états intermédiaires, Éd. Buchet-Chastel, 2009.
- Robert Thurman, La voie du milieu - Comprendre le rôle primordial du Dalaï-Lama, Éd. Guy Trédaniel, 2009.
- Joël Espie, Au pays du Samsara, Éd. Grand Sud, 2009.
- Carisse Busquet, La sagesse du cœur - Le Dalaï-lama par lui-même, Éd. du Seuil, 2010.
- Paul Ekman, La voie des émotions - Une passionnante méditation sur le chemin conduisant au bonheur, City Éditions, 2010.
- Yongey Mingyour Rinpotché, Bonheur de la sagesse, Éd. LGF/Livre de Poche, 2011.
- Didier Ruef, Jean-Michel Cousteau, Bertrand Charrier, Recycle, Éd. Labor et Fides, 2011 (édition bilingue français-anglais).
- Jon Kabat-Zinn, L'éveil des sens, Éd. Pocket, 2011.
- Michel Pascal, Notre crise est une chance, Éd. Presses du Châtelet, 2011.
- Anne Tardy, Elene Ustin, La mythologie tibétaine, Éd. Actes Sud Junior, 2011.
- Tenzin Wangmo, Les contes tibétains du Karma : le Prince et les histoires de cadavres, Éd. Infolio, 2012.
- Eve Ricard, La Dame des mots, Éd. Nil, 2012.
- Christian Boiron, Nous sommes tous faits pour être heureux, Ed. Jean-Claude Lattès, 2012.
- Dalaï-Lama, La voie vers l'éveil, Éd. Odile Jacob, 2013.
- Marie-Monique Robin, Sacrée croissance !, Éd. La Découverte, 2014.
- Colette Maskens, Vieillir - Un temps qui s'apprivoise, Éd. De Boeck, 2014.
- Sébastien Henry, Ces décideurs qui méditent et s'engagent - Un pont entre sagesse et business, Éd. Dunod, 2014.
- Dominique G. Marchal, L'envol du silence, Éd. Nil, 2014.
- Jean-Marie Lapointe, Je ne t'oublierai pas, Éd. Libre Expression, 2014.
- Arnaud Desjardins, Le message des Tibétains, Éd. Pocket, 2014.
- Ève Ricard, Une étoile qui danse sur le chaos, Éd. Albin Michel, 2015.
- Rémi Tremblay, Diane Bérard, La chaise rouge devant le fleuve, 2015.
- Jérôme Édou, Jacques Girodet, Chroniques de Katmandou, Éd. Trois Platanes, 2015.
- Ilios Kotsou, Éloge de la lucidité, Éd. Robert Laffont, 2015.
- Marie-Christine Champeaux-Cunin, Dominique Butet, La méditation pour les enfants, Éd. Marabout, 2016.
- Sharon Salzberg, L'amour qui guérit, Éd. Pocket, 2016.
- Didier Pitelet, Le pari de la culture, Éd. Eyrolles, 2016.
- Melanie Joy, Introduction au carnisme, Éd. L'âge d'Homme, 2016.
- Edel Maex, Ici et ailleurs, Éd. De Boeck, 2016.
- Fabrice Dini, Emmanuele Scanziani, Grandir en s'épanouissant, Éd. Faim de Siècle, 2016.
- Bertrand Piccard, Changer d'altitude, Éd. Pocket, 2016.
- Yahne Le Toumelin, Lumière, rire du ciel, Éd. La Martinière, 2016.
- James-R. Doty, La fabrique des miracles, Éd. J'ai Lu, 2016.
- Martine Michaud, Les héritières du Bouddha, Éd. Mishophoto, 2016.
- Yongey Mingyour Rinpotché, De la confusion à la clarté - Guide des pratiques du bouddhisme tibétain, Ed. Fayard, 2016.
- Nicolas Tournadre, Méditations végétales et pensées minérales, Éd. Buchet-Chastel, 2017.
- Sébastien Henry, Ensemble - Agir pour soi et pour les autres, Éd. Les Arènes, 2017.
- Jacques Borgetto, Si près du ciel, le Tibet, Éd. Filigranes, 2017.
- Yvan Beck, Ceci n'est pas un dauphin, Éd. Weyrich, 2017.
- Steven Pinker, La part d'ange en nous, Éd. Les Arènes, 2017.
- Bodhipaksa, Le végétarisme - Une vue bouddhiste, Éd. Almora, 2017.
- Jean-Claude Nouard, Forestier de l'État, une vocation!, Éd. De Valry, 2018.
- Cristina Funes-Noppen, Un théâtre d'ombre et autres nouvelles, Éd. Persée, 2018.
- Ringou Tulkou Rimpotché, Et si vous m'expliquiez le bouddhisme, Éd. Nil, 2018.
- Chögyam Trungpa Rimpotché, La pleine conscience en action, Éd. du Seuil, 2018.
- Peter Singer, L'altruisme efficace, Éd. Les Arènes, 2018.
- Élodie Vieille Blanchard, Révolution végane, Éd. Dunod, 2018.
- Sébastien Henry, Se reconnecter à soi, agir pour les autres, Éd. J'ai Lu, 2019.
- Alexandre Sattler, Ode à la bienveillance, Hozhoni Éditions, 2019.
- Christophe Germer, Kristin Neff, Mon cahier d'autocompassion en pleine conscience, Éd. De Boeck supérieur, 2020.
- Matthieu Ricard et Ilios Kotsou, Les folles histoires du sage Nasredin, Mallaury Édition, 2021.

### Publications et entretiens de Matthieu Ricard
1. ↑  Matthieu Ricard, Le Moine et le Philosophe, Éd. Pocket, 1999, p. 20-21.
2. ↑  Matthieu Ricard, Une expérience himalayenne, article paru dans le National Geographic, France, janvier 2008, no 100, page 7
3. ↑  Matthieu Ricard, Une expérience himalayenne, page 10
4. ↑  Matthieu Ricard, Une expérience himalayenne, page 8
5. ↑  Matthieu Ricard, Une expérience himalayenne, page 17
6. ↑  Matthieu Ricard, Plaidoyer pour les animaux.
7. ↑  Catherine Barry, « Matthieu Ricard : halte au “zoocide” ! (interview) », sur lyoncapitale.fr, 6 novembre 2014 (consulté le 5 février 2016)
8. ↑  Matthieu Ricard, Plaidoyer pour les animaux, op. cit. p. 168-169.
9. ↑  Matthieu Ricard, « Matthieu Ricard : «Le bouddhisme est clair dans sa condamnation de la violence» », sur lefigaro.fr/vox, 30 novembre 2017